# Amazon SageMaker
Amazon SageMaker es una plataforma de aprendizaje automático en la nube que se lanzó en noviembre de 2017. SageMaker permite a los desarrolladores crear, entrenar e implementar modelos de aprendizaje automático (ML) en la nube. SageMaker también permite a los desarrolladores implementar modelos ML en sistemas integrados y dispositivos perimetrales.

## Capacidades
SageMaker permite a los desarrolladores operar en varios niveles de abstracción al entrenar e implementar modelos de aprendizaje automático. En su nivel más alto de abstracción, SageMaker proporciona modelos de aprendizaje automático preentrenados que se pueden implementar tal cual. Además, SageMaker proporciona una serie de algoritmos de aprendizaje automático integrados que los desarrolladores pueden entrenar con sus propios datos. Además, SageMaker proporciona instancias administradas de TensorFlow y Apache MXNet, donde los desarrolladores pueden crear sus propios algoritmos de ML desde cero. Independientemente del nivel de abstracción que se utilice, un desarrollador puede conectar sus modelos de aprendizaje automático habilitados para SageMaker a otros servicios de AWS, como la base de datos de Amazon DynamoDB para el almacenamiento de datos estructurados, AWS Batch para el procesamiento por lotes sin conexión, o Amazon Kinesis para procesamiento en tiempo real.

## Interfaces de desarrollo
Hay varias interfaces disponibles para que los desarrolladores interactúen con SageMaker. Primero, hay una API para la web que controla de forma remota una instancia del servidor SageMaker. Si bien la API para la web es independiente del lenguaje de programación utilizado por el desarrollador, Amazon proporciona enlaces de API de SageMaker para varios lenguajes, incluidos Python, JavaScript, Ruby, Java y Go. Además, SageMaker proporciona instancias administradas de Jupyter Notebook para programar de manera interactiva SageMaker y otras aplicaciones.

## Usos
- NASCAR está utilizando SageMaker para entrenar redes neuronales profundas en 70 años de datos de video.[10]
- Carsales.com utiliza SageMaker para entrenar e implementar modelos de aprendizaje automático para analizar y aprobar listados de anuncios clasificados de automóviles.[11]
- Avis Budget Group y Slalom Consulting están utilizando SageMaker para desarrollar "una solución práctica en el sitio que podría abordar la sobreutilización y la infrautilización de automóviles en tiempo real mediante un motor de optimización integrado en Amazon SageMaker".
- Volkswagen Group utiliza SageMaker para desarrollar e implementar el aprendizaje automático en sus plantas de fabricación.[12]
- Peak y Footasylum utilizan SageMaker en un motor de recomendación de calzado.[13]